# Podacanthophorus alas
Podacanthophorus alas är en insektsart som beskrevs av Naskrecki 2000. Podacanthophorus alas ingår i släktet Podacanthophorus och familjen vårtbitare. Inga underarter finns listade i Catalogue of Life.